# Карнавалният танц (филм, 1894)
„Карнавалният танц“ (на английски: The Carnival Dance) е американски късометражен ням филм от 1894 година на режисьора Уилям Кенеди Диксън с участието на актрисите и танцьорки Медж Кросланд, Мей Лукас и Луси Мъри, заснет в студиото Блек Мария при лабораториите на Томас Едисън в Ню Джърси. Кадри от филма не са достигнали до наши дни и той се смята за изгубен.

## Сюжет
Филмът представлява много очарователен и пълен с благодат танц, изпълнен пред камерата от три момичета от лондонското вариете „Гайъти гърлс“.

## В ролите
- Медж Кросланд
- Мей Лукас
- Луси Мъри[3]